# Mark Lenders
Mark Lenders (日向小次郎?, Hyūga Kojirō) è un personaggio del manga Capitan Tsubasa, creato da Yōichi Takahashi. Egli appare inoltre in numerosi manga sequel e nelle serie televisive anime tratte dai fumetti, meglio conosciute in italiano come Holly e Benji. Nella versione italiana degli anime il suo nome è stato anglicizzato in Mark Lenders, mentre nell'edizione manga è stato mantenuto l'originale giapponese Kojiro Hyuga.
Tecnicamente, nasce come ala per poi diventare centravanti, ruolo che non abbandonerà più nel corso dell'intera serie. Dotato di grande forza, temprata da duri allenamenti, Mark unisce a una devastante potenza di tiro notevoli capacità tecniche, a cui però preferisce di norma un gioco molto fisico e ai limiti del regolamento.
Cannoniere del Meiwa e quindi della Toho, si laurea co-vincitore del campionato delle medie e, dopo aver conquistato il torneo di Parigi e dominato il campionato delle superiori per tre anni, decide di non accettare alcuna offerta da squadre della J-League per concentrarsi interamente sulla nazionale giapponese. È fra i titolari della squadra che vince il World Youth e viene quindi acquistato dalla Juventus, che lo gira in prestito alla Reggiana.

## Descrizione
Mark Lenders è il primogenito di una famiglia di due fratelli e una sorella. Ha avuto un'infanzia difficile: orfano di padre da quando aveva nove anni, ha dovuto lavorare per far fronte alle difficoltà economiche della sua numerosa famiglia. Per questo, il calcio è per lui non solo uno sport, ma anche un mezzo di elevazione sociale. Il suo carattere molto forte, orgoglioso e tenace, fa sì che giochi ogni partita per vincere. È solito giocare con le maniche della maglietta arrotolate, lasciando scoperte le spalle.
Mark ha un gioco di pura potenza e ricopre esclusivamente il ruolo di bomber della squadra. È dotato di un tiro a mezz'aria molto violento, e spesso è in grado di segnare dal limite dell'area, dagli angoli, e sotto pressione. Segna anche di testa. Predilige la potenza pura tanto da riuscire a scaraventare via i suoi avversari col solo contatto fisico mentre corre tramite la sua tecnica spaciale Straight Line Dribble (直線的ドリブル?), ma anche se a livello tecnico non sia al pari dell'amico/rivale Oliver Hutton per sua stessa ammissione, in più occasioni ha dimostrato di essere in grado di realizzare anche giocate estremamente raffinate e complesse, che evidenziano comunque capacità tecniche indiscutibili e ben al di sopra della norma.
Almeno all'inizio il suo stile di gioco è incentrato sulle sue abilità realizzative, cercando lo scontro individuale vincendo senza compromessi, ma con le varie esperienze in nazionale imparerà a coinvolgere di più anche gli altri attaccanti dando prova di essere un buon uomo-assist rivelandosi un bravo regista arretrato.
Il suo tiro caratteristico è il Tiro della tigre (タイガー ショット?), un tiro in linea retta di grande potenza e velocità, sviluppato insieme al suo allenatore Jeff Turner nel corso di allenamenti massacranti a piedi nudi a calciare palloni contro le onde del mare. Dopo il suo trasferimento in Europa, Mark si rende conto che il suo tiro non è all'altezza dei suoi avversari, e si allena con palloni tre volte più pesante del normale o più piccoli del solito per generare tiri sempre più precisi e potenti. Vedono così la luce il Nuovo tiro della tigre (ネオ•タイガー ショット?), il Tiro di Raiju (雷獣 シュート?) e il Tiro della tigre selvaggia (ワイルドタイガー ショット?).

## Storia
Mark Lenders fa il suo debutto nel manga Capitan Tsubasa e nell'anime Holly e Benji. Partecipa al campionato nazionale di Yomiuri Land come capitano della Muppet, con l'obiettivo di vincere la competizione e, assieme con essa, la borsa di studio che il prestigioso istituto Toho ha intenzione di offrirgli qualora riporti la vittoria: vivendo in condizioni economiche difficili (a seguito della morte del padre), essa gli permetterebbe di proseguire gli studi senza pesare sul bilancio familiare. Nella prima partita del torneo, la determinazione di Mark permette alla sua squadra di sconfiggere la New Team (senza Benji) del rivale Oliver Hutton con un punteggio di 7 a 6 a favore della Muppet, ma quando le due squadre si ritrovano in finale è la New Team a riportare la vittoria (con un punteggio di 4 a 2). Nonostante la sconfitta, la Toho decide ugualmente di ingaggiare Mark nel ruolo di centravanti.
Nei primi due anni delle medie Mark vince il titolo di miglior marcatore del torneo, ma nonostante questo la Toho perde per due volte la finale del campionato contro i rivali della New Team, guidata da Holly. Il terzo anno Mark si dimostra indeciso e poco determinato ed a seguito dello scontro con la squadra di Julian Ross, lascia momentaneamente la squadra e si allena in solitaria per perfezionare la sua tecnica e il suo tiro della tigre in vista del torneo. Al suo ritorno, tuttavia, il coach lo esclude dalle partite per punirlo della sua condotta indisciplinata, e solo in finale dopo che la squadra intera e lo stesso Mark lo supplicano, l'allenatore lo riammette nella squadra. La partita tra la Toho e la New Team si conclude sul 4-4 ai supplementari, e il trofeo viene assegnato a pari merito a entrambe le squadre, coronando così il sogno di Holly (infortunato alla spalla e ad una gamba) di vincere la competizione per la terza volta consecutiva e quello di Mark di potersi dichiarare vincitore. È dopo questa partita, inoltre, che Mark inizia ad ammirare davvero il suo rivale Holly, considerandolo un esempio da seguire e non più come un semplice rivale degno di rispetto (ammettendo che Holly gli è superiore), e cominciando come lui a coltivare traguardi ambiziosi.
In seguito viene convocato dal mister Freddy Marshall nella nazionale giovanile giapponese per il torneo di Parigi. Per allenarsi si fa recapitare un pacco con dentro una palla da calcio tre volte più pesante del normale, grazie alla quale dà vita al Neo Tiger Shot, di devastante potenza. Tuttavia, nei primi tempi, non essendo ancora abituato a calciare quel pallone così pesante, egli zoppica in campo e risulta quasi assente nella partita contro il Werder Brema. Nel torneo, Mark segna in tutte le partite. È lui a segnare, all'ultimo minuto, il gol contro l'Italia che dà al Giappone la vittoria per 2 a 1, e in seguito guida la sua nazionale alla vittoria finale del torneo.
In Capitan Tsubasa World Youth, Mark viene aggregato al ritiro della nazionale, ma escluso dalla rosa all'arrivo dei Real Japan 7 e in particolare di Nico Holder, centravanti dalla doppia nazionalità uruguayana e giapponese che il nuovo mister Gabriel Gamo ha fortemente voluto in squadra. Hino, infatti, è un giocatore molto simile a Hyuga per ambizione e caratteristiche tecniche, ma viene considerato da Gamo un miglior uomo-squadra perché più abile nei passaggi sotto porta e nel gioco di squadra. Dopo un duro allenamento, Mark viene riammesso in rosa e alla fine del torneo risulta il miglior marcatore della sua squadra. In Captain Tsubasa Road to 2002, Mark viene acquistato dalla Juventus. Poiché tuttavia il medico societario rileva un forte squilibrio nella muscolatura del suo corpo a causa dei massacranti allenamenti a cui si è sottoposto, Mark viene girato in prestito alla Reggiana in Serie C1, in modo da potenziare gradualmente il suo fisico e renderlo idoneo al calcio professionistico. Grazie a Mark la squadra vince il campionato ottenendo la promozione in Serie B segnando una tripletta nell'ultima partita vinta contro l'Albese dove milita il suo amico e compagno in nazionale Rob Denton.
Nella serie Captain Tsubasa Rising Sun viene convocato per partecipare con la nazionale olimpica alle Olimpiadi di Madrid.
Nel manga, si innamora della giocatrice di softball Maki Akamine.

### Cronologia squadre
| Arco                                        | Squadra                  | Squadra       | Torneo                                 | Risultato         |
|                                             | Manga                    | Anime         |                                        |                   |
| ------------------------------------------- | ------------------------ | ------------- | -------------------------------------- | ----------------- |
| Campionato delle elementari                 | Meiwa FC                 | Muppet        | Campionato Nazionale Scuole Elementari | Finalista         |
| La grande sfida europea                     | -                        | Giappone U-13 | Amichevole                             | Vittoria          |
| La selezione giovanile del Giappone         | -                        | Giappone U-13 | Amichevole                             | Vittoria          |
| Campionato delle medie                      | Toho Academy Junior High | Toho School   | Campionato Nazionale Scuole Medie      | Vittoria ex aequo |
| Torneo di Parigi                            | Giappone U-16            | Giappone U-16 | Mondiale U-16                          | Vittoria          |
| La grande sfida mondiale                    | -                        | Giappone U-16 | Torneo U-16                            | Vittoria          |
| World Youth Special                         | Toho Academy High School | -             | Campionato Nazionale Scuole Superiori  | Vittoria          |
| World Youth Special                         | Giappone U-19            | Giappone U-19 | Amichevole                             | Vittoria          |
| World Youth                                 | Giappone U-19            | Giappone U-19 | Mondiale U-20                          | Vittoria          |
| Road to 2002                                | Juventus                 | Piemonte FC   | Serie A                                | Non concluso      |
| Road to 2002                                | Reggiana                 | -             | Serie C1                               | Non concluso      |
| Germany Dream                               | Giappone                 | -             | Amichevole                             | Parità            |
| Captain Tsubasa kaigai gekitō hen in calcio | Reggiana                 | -             | Serie C1                               | Promozione        |
| Rising Sun                                  | Giappone Olimpica        | -             | Olimpiadi                              | In corso          |
| Next Dream                                  | Juventus                 | -             | Serie A                                | In corso          |

## Accoglienza e impatto culturale
A fianco ad altri personaggi principali della serie, a Mark Lenders è dedicata una statua nel sobborgo di Yotsugi, alle porte di Tokyo, città natale dell'autore Yōichi Takahashi.
È uno dei personaggi più amati della serie. In contrasto con il solare e spensierato Oliver Hutton, infatti, Mark Lenders ha un passato travagliato alle spalle che lo fa apparire più maturo, serio e responsabile, e gli conferisce un'aria da antieroe e un carattere forte e carismatico, privo di mezze misure.